# Riserva militare (tattica)
La riserva militare indica, nell'ambito della tattica, un'unità che un comandante tiene a propria disposizione per un impiego eventuale o successivo. Più specificamente, è un insieme di personale militare o un complesso di unità organiche non impegnato sin dal principio in battaglia dal relativo comandante, in modo tale da essere impiegabile per fronteggiare sopravvenute situazioni imprevedibili, puntellare difese o sfruttare opportunità che si presentino inopinatamente.
Dato che la differenza fra tattica e strategia è spesso sfumata, non di rado accade che si faccia confusione tra riserva tattica e riserva strategica: per riserva tattica s'intende un insieme di personale militare o un complesso di unità organiche inizialmente impegnato nelle retrovie per una singola operazione o per una campagna militare, il cui impiego richiede comunque tempi sufficientemente ravvicinati. Per riserva strategica s'intende invece un insieme di nozioni eterogenee, che vanno dalla popolazione aruolabile in caso di necessità alle materie prime a disposizione delle industrie dello Stato impegnato nel conflitto o nell'operazione militare, all'interno delle quali è riconducibile anche quella che indica l'insieme di personale militare o di unità organiche tenute lontano dallo scenario bellico per essere eventualmente e successivamente inviate sul fronte in cui si sia reso necessario l'invio di rinforzi.